# Дания на летних Олимпийских играх 2008
Дания принимала участие в Летних Олимпийских играх 2008 года в Пекине (Китай) в двадцать пятый раз за свою историю, и завоевала две золотые, две серебряные и три бронзовые медали. Сборную страны представляли 85 участников, из которых 20 женщин.

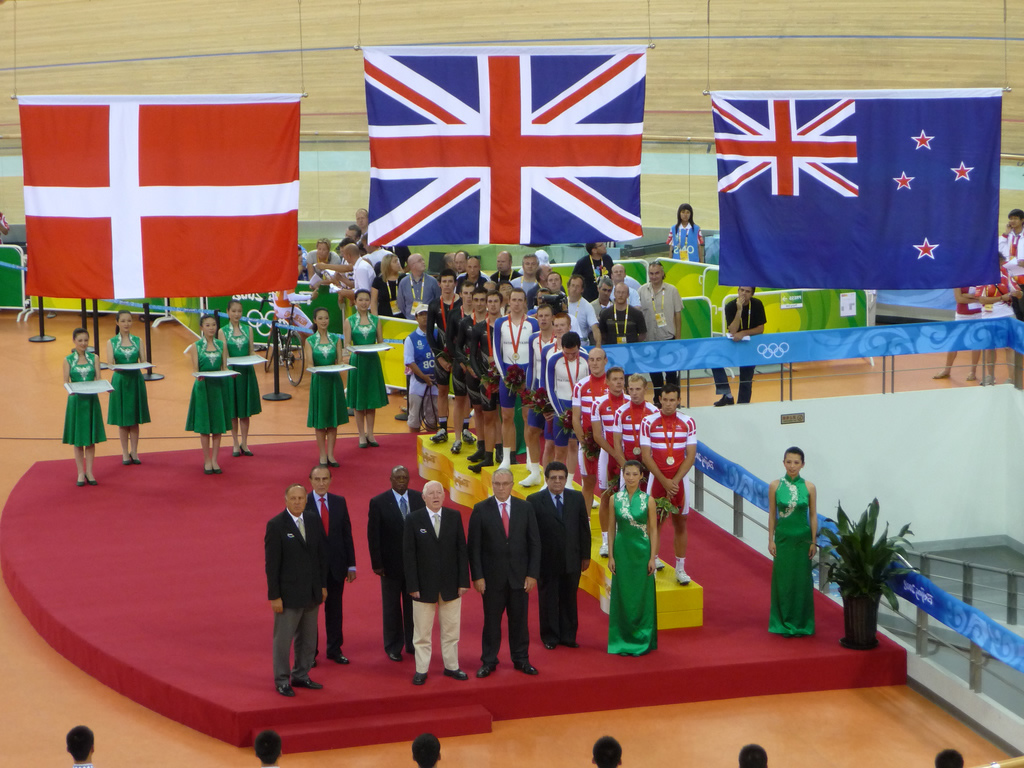
Награждение мужчин в командном преследовании в Велокомплексе Лаошань

## 01!Золото
- Гребля, мужчины — Mads Christian Kruse Andersen, Eskild Ebbesen, Thomas Ebert, Morten Jørgensen.
- Парусный спорт, мужчины — Kirketerp, MartinMartin Kirketerp, Jonas Warrer.

## 02!Серебро
- Велоспорт, мужчины — Casper Jørgensen, Jens-Erik Madsen, Michael Mørkøv, Alex Nicki Rasmussen.
- Каноэ, мужчины — Ким Кнудсен, Рене Поульсен

## 03!Бронза
- Конный спорт, — Andreas Helgstrand, Натали Сайн-Витгенштейн-Берлебург, Anne Van Olst.
- Гребля, мужчины — Rasmus Quist, Mads Reinholdt Rasmussen.
- Плавание, женщины — Лотте Фрийс

## Результаты соревнований

### Академическая гребля
В следующий раунд из каждого заезда проходили несколько лучших экипажей (в зависимости от дисциплины). В финал A выходили 6 сильнейших экипажей, остальные разыгрывали места в утешительных финалах B-F.
Мужчины
| Соревнование | Спортсмены                  | Предварительный заезд | Предварительный заезд | Предварительный заезд | Отборочный заезд | Отборочный заезд | Отборочный заезд | Четвертьфинал | Четвертьфинал | Четвертьфинал | Полуфинал | Полуфинал | Полуфинал | Финал   | Финал   | Итоговое место |
| Соревнование | Спортсмены                  | Заезд                 | Время                 | Место                 | Заезд            | Время            | Место            | Заезд         | Время         | Место         | Заезд     | Время     | Место     | Время   | Место   | Итоговое место |
| ------------ | --------------------------- | --------------------- | --------------------- | --------------------- | ---------------- | ---------------- | ---------------- | ------------- | ------------- | ------------- | --------- | --------- | --------- | ------- | ------- | -------------- |
| двойки       | Мортен Нильсен Томас Ларсен | 2                     | 7:17,43               | 5                     | 1                | 6:38,33          | 3 Q              | не проводится | не проводится | не проводится | 2         | 6:48,65   | 6         | Финал B | Финал B | 10             |
| двойки       | Мортен Нильсен Томас Ларсен | 2                     | 7:17,43               | 5                     | 1                | 6:38,33          | 3 Q              | не проводится | не проводится | не проводится | 2         | 6:48,65   | 6         | 6:55,37 | 4       | 10             |